# André Delatte
Pour les articles homonymes, voir Delatte.
André Delatte (né à Châtenois le 5 mars 1887 et mort à Toulouse le 25 mai 1953) est un industriel, maître verrier, fondateur en 1921 des Verreries de l'Est SA dont les ateliers fabriquaient des verreries artistiques de marque principale ADelatte Nancy, dans les styles Art nouveau ou Art déco.

## Biographie

### Ses débuts
Avant même sa carrière de maître verrier, André Delatte a exercé plusieurs professions (tapissier, banquier).
Proche des frères Muller, verriers à Lunéville, il visite leur fabrique et se découvre une véritable vocation pour le travail du verre artistique, particulièrement la chimie. Après en avoir étudié les techniques, il ouvre, en 1919, un premier atelier de travail du verre à Nancy, rue du Faubourg des Trois-Maisons, dans lequel il décore des pièces soufflées par la verrerie Muller.

### Les Verreries de l'Est SA
En 1921, André Delatte ouvre son premier four, une petite fabrique de verre artistique Les Verreries de l'Est SA à Jarville, près de Nancy. À partir de 1926, fort de son succès, la fabrique s'agrandit à Nancy même, les ateliers de gravure au 16 rue de Metz et le siège social quai Ligier Richier. Dans la même période, alors que le succès est au rendez-vous, la main d'œuvre passe d'une trentaine à une soixantaine d'ouvriers qualifiés, souvent simplement débauchés de la verrerie concurrente Daum. Face à cette intrusion, la maison Daum ne reste pas inactive : dès 1922 elle réplique en intentant un procès contre la verrerie Delatte pour contrefaçon, mais le jugement en appel déboute Daum . Il est indéniable que si les deux verreries emploient les mêmes techniques et que les productions s'en trouvent proches, notamment par des vases gravés à l'acide ou émaillés au décor naturaliste, Delatte crée ses propres modèles qui ont un style propre, une "marque de fabrique". En raison de la concurrence avec Daum, mais surtout de la grande crise, la fabrique fait l'objet d'une liquidation amiable  dans les années trente. Par la suite, André Delatte, après la fermeture en 1938 de sa fabrique de Nancy, créa à Rive-de-Gier, haut lieu verrier, l'entreprise  "Art et Verrerie" - éphémères tentatives de reprise de la production ; cependant cette nouvelle raison sociale Art et verrerie ne fut pas couronnée de succès, et voit la fermeture définitive des établissements Delatte.

#### Œuvres de verre

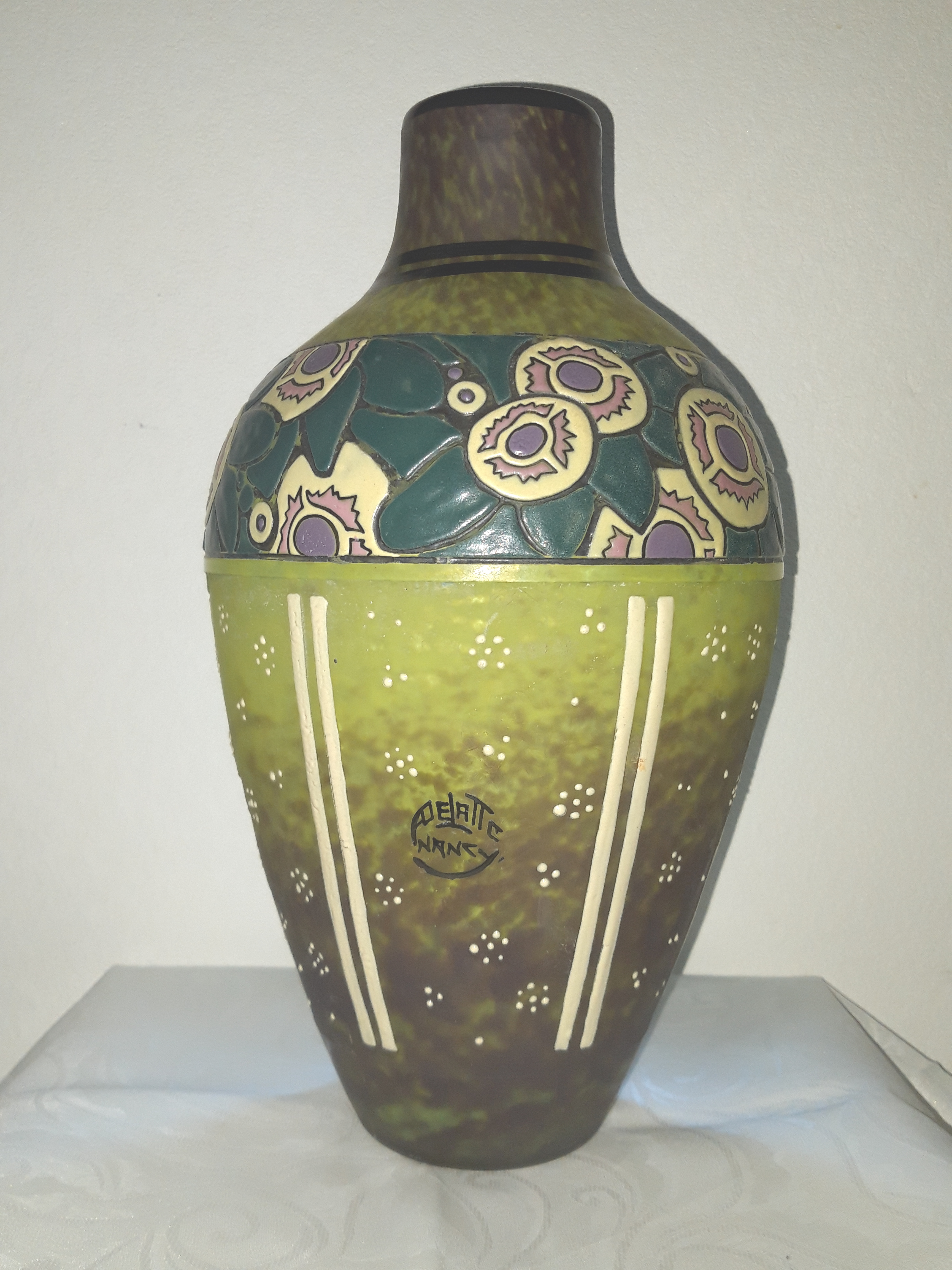
Vase Delatte Art déco

Les techniques verrières qui ont rendu célèbres les productions signées Delatte, sont surtout :
- les vases dits berluzes[2], qui sont des vases en verre marmoréen, soufflés, à long col étiré et parfois ourlé,
- les verreries naturalistes gravés en camée à l'acide, d'inspiration Art nouveau  (dans le style des Gallé industriels), pourtant à contretemps des goûts de l'époque,
- les verreries de style Art déco, en verre uni ou marmoréen, en surface émaillée à chaud de frises aux décors stylisés.

La production consiste principalement en la fabrication de vases et de lampes.
Aujourd'hui reconnu parmi les verriers significatifs Art nouveau, malgré l'anachronisme de sa production, ses œuvres sont exposées au Musée de l'École de Nancy.

#### Marques
La marque la plus fréquente est ADelatte Nancy, avec le D dans l'A (ligature), Le mot "Nancy" est situé au-dessous de "ADelatte". L'écriture est soit droite, notamment sur les vases naturalistes à l'acide de style Art nouveau, soit circulaire, surtout sur le flanc des vases marmoréens ou berluzes.
Enfin, une signature, bien moins courante, est parfois signalée : Jarvil,. Cette marque semble avoir surtout été utilisée dans les années 1930 sur des vases et lampes à décor géométrique gravées à l'acide ou au jet de sable.